# Elionor de Nassau-Saarbrücken
Elionor de Nassau-Saarbrücken (en alemany Eleonore von Nassau-Saarbrücken) va néixer a Saarbrucken (Alemanya) el 30 de juliol de 1707 i va morir a Langenburg el 15 d'octubre de 1769. Era filla del comte Lluís (1663-1713) i de la comtessa Felipa Enriqueta de Hohenlohe-Langenburg (1679-1751).

## Matrimoni i fills
El 23 de gener de 1723 es va casar a Lorentzen amb Lluís de Hohenlohe-Langenburg (1696-1765), fill d'Albert Wolfgang de Hohenlohe-Langenburg (1659-1715) i de Sofia Amàlia de Nassau-Saarbrücken (1666-1736). El matrimoni va tenir els següents fills: 
- Cristià Albert (1726-1789), casat amb Carolina de Stolberg-Gedern (1731-1796).
- Frederic Carles (1728-1728)
- Sofia Enriqueta (1729-1735)
- Augusta Carolina (1731-1736)
- Lluïsa Carlota (1732-1777), casada amb Cristià Frederic de Hohenlohe-Kirchberg (1729-1812)
- Elionor Juliana (1734-1813), casada amb Albert de Hohenlohe-Ingelfingen (1743-1778)
- Guillem Frederic (1736-1753)
- Felip Carles (1738-1805)
- Frederic August (1740-1810)
- Lluís Gottfrief (1742-1765)
- Cristiana Enriqueta, nascuda i morta el 1744
- Carolina Cristiana (1746-1750)
- Frederic Ernest (1750-1794), casat amb Magdalena Adriana van Haren (1746-1822)